# Тонадилия
Тонадѝлия (на испански: tonadilla oт tonada – песен) – малък испански музикално-комичен жанр подобен на италианското интермецо. Възниква в началото на 18 век в Испания под формата на обикновена песен с кратък, сатирично насочен текст. Тя се заражда от малките интермедийни представления за забавление на публиката, вмъкнати между отделните действия на оперните и драматичните спектакли. До средата на 18 век придобива широка популярност в Куба и колониалните държави на Испания, като се разширява текстово и постепенно започва да се отделя като самостоятелна музикална форма. В изпълнението на тонадилиите участват от един до четири солиста, а понякога и хор. Често в тонадилията вокалните партии се разпределят между солистите така, че да се получи комичен диалог. Музикалните номера в тонадилята достигат до 12, като на практика се получава една миниатюрна опера. В началото на 19 век постепенно е изместена от сарсуелата. Изтъкнати автори на тонадилии са Антонио Гереро, Пабло Естеве, Луис Мисон, Блас де Ласерна и други. Чрез тонадилията много интонационни елементи, заимствани от испанската народна музика, получават развитие.